# Třída Thetis (Typ 420)
Třída Thetis byly korvety německého námořnictva. Celkem bylo postaveno pět jednotek této třídy. Od roku 1974 je německé námořnictvo používalo jako stíhače ponorek. Vyřazeny byly na počátku 90. let, poté je zakoupilo Řecko.

## Pozadí vzniku
Celkem bylo německou loděnicí Roland Werft v Bremenu postaveno pět korvet této třídy.
Jednotky třídy Thetis:
| Jméno           | Spuštěna         | Vstup do služby    | Osud                                                              |
| --------------- | ---------------- | ------------------ | ----------------------------------------------------------------- |
| Thetis (P6052)  | 22. března 1960  | 1. července 1961   | Vyřazena, roku 1991 prodána Řecku jako Niki (P62), aktivní.       |
| Hermes (P6053)  |                  | 16. prosince 1961  | Vyřazena, roku 1993 prodána Řecku jako Olmos (P66), aktivní.      |
| Najade (P6054)  | 6. prosince 1960 | 12. května 1962    | Vyřazena, roku 1991 prodána Řecku jako Doxa (P63), aktivní.       |
| Triton (P6055)  | 5. srpna 1961    | 10. listopadu 1961 | Vyřazena, roku 1992 prodána Řecku jako Karteria (P65), aktivní.   |
| Theseus (P6056) |                  | 15. srpna 1963     | Vyřazena, roku 1992 prodána Řecku jako Eleftheria (P64), aktivní. |

## Konstrukce

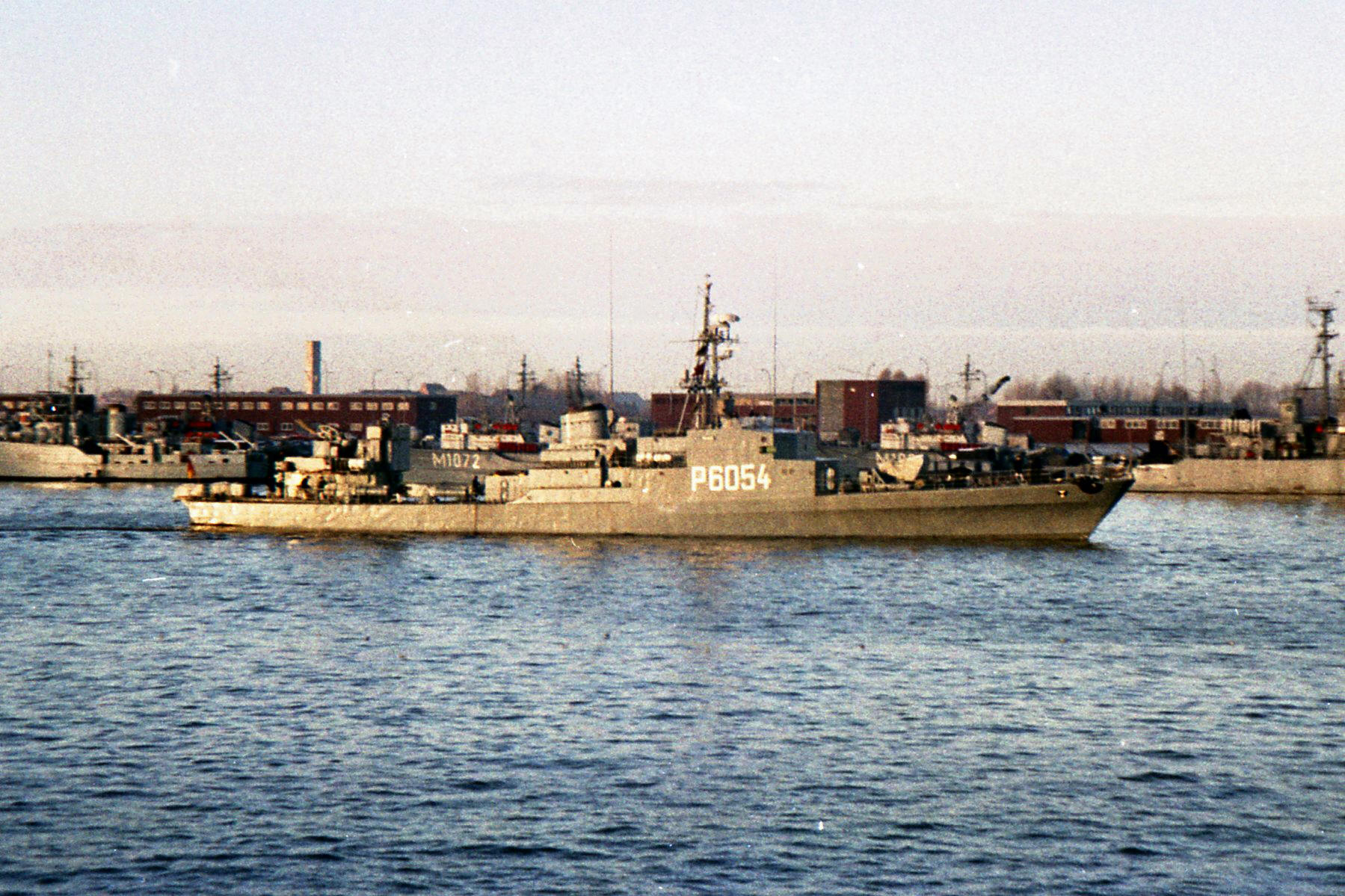
Najade (P6054) roku 1974

Korvety nesly radary KH-14/9 a TRS-N a dále sonar ELAC 1BV. Hlavňová výzbroj se skládala ze 40mm dvoukanónu na zádi. K ničení ponorek sloužil příďový čtyřhlavňový 375mm protiponorkový raketomet Bofors a dva 533mm torpédomety. Pohonný systém tvoří dva diesely MAN VSV 24/30 o výkonu 6800 bhp. Nejvyšší rychlost dosahuje 24 uzlů.

### Modernizace

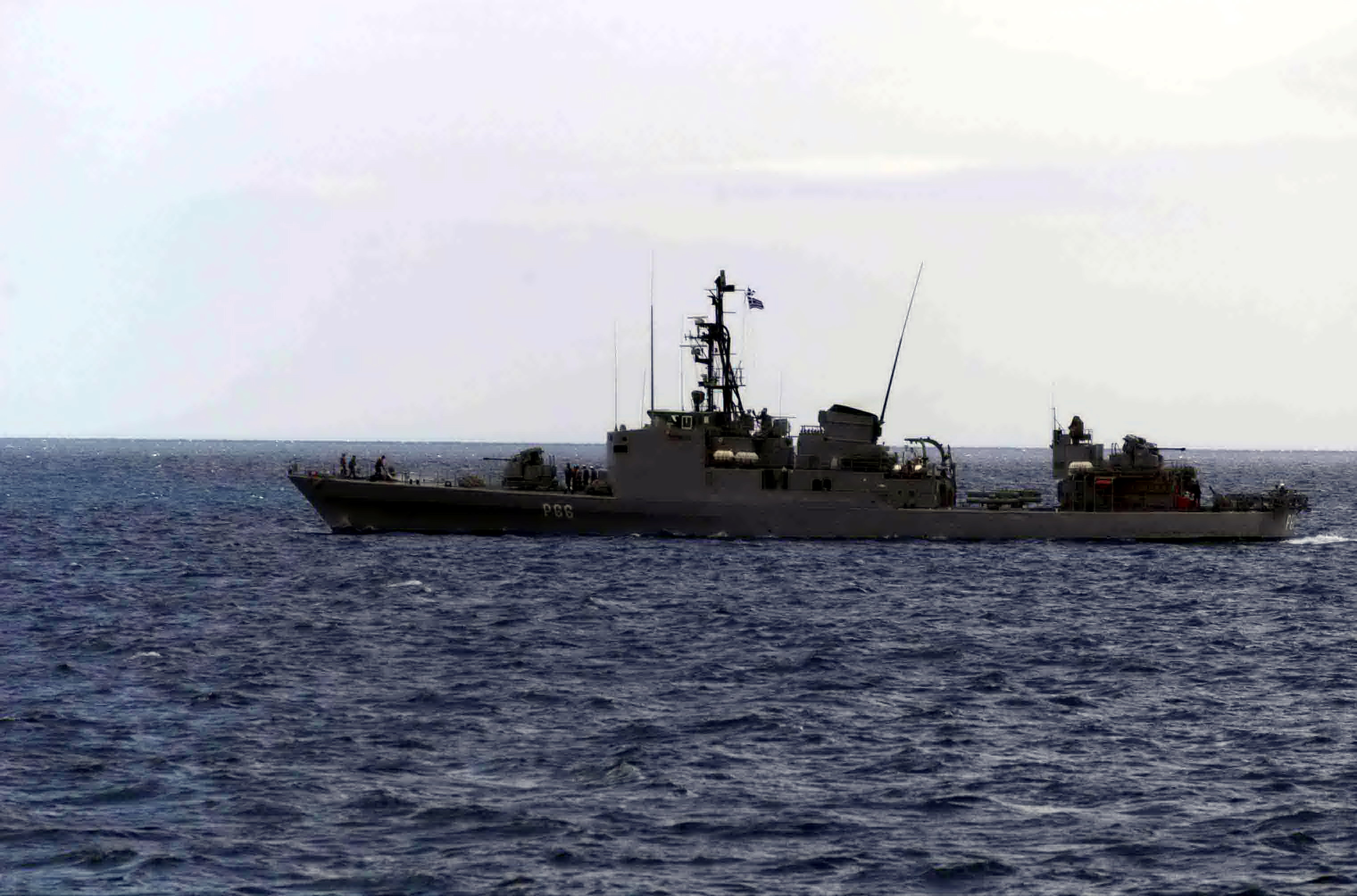
Agon (P-66)

V 70. letech byla celá třída modernizována na stíhače ponorek. Plavidla dostala výkonnější sonary a jejich původní torpédomety nahradily modernější.
Server Worldwarships.com pro třídu uvádí výzbroj dvou 40mm kanónů, dvou 12,7mm kulometů a dvou trojhlavňových 324mm torpédometů. Pravděpodobně se vztahuje na výzbroj plavidel provozovaných Řeckem.

## Zahraniční uživatelé
Řecké námořnictvo dne 6. září 1991 získalo korvety Thetis a Najade. Dne 7. září 1992 pak zakoupilo korvety Triton a Theseus, které do služby vstoupily 30. dubna 1993. Poslední jednotka Hermes byla zakoupena roku 1993 a do služby přijata 30. června 1995.